# Sony Xperia 8
Sony Xperia 8 — це Android-смартфон, який продавався та вироблявся Sony. Є частина серії Xperia середнього рівня від Sony, вона була представлена 7 жовтня 2019 року як ексклюзивний пристрій для Японії.

## Дизайн
Xperia 8 нагадує Xperia 10, але має алюмінієву раму та скло Corning Gorilla Glass 6 на передній і задній панелях. Екран має асиметричні рамки, верхня містить динамік, фронтальну камеру, світлодіод сповіщень і різні датчики. Кнопка живлення/датчик відбитків пальців і кнопки гучності розташовані на правій стороні пристрою, а 3,5-мм роз'єм для навушників — у верхній частині. Примітно, що кнопка спуску затвора була відсутня. Задні камери розташовані в центрі та розташовані біля верхньої частини телефону, а зверху – світлодіодний спалах. Нижній край містить основний мікрофон і спрямований вниз динамік поруч із портом USB-C. При розмірах 158 мм × 69 мм × 8,1 мм і 170 г (5,99 унції) пристрій трохи більше і важче, ніж 10. Присутній ступінь захисту IP65/68, доступні чотири кольори: білий, чорний, помаранчевий і синій.

## Технічні характеристики

### Апаратне забезпечення
Пристрій поділяє свій чипсет із Xperia 10, процесором Qualcomm Snapdragon 630 і графічним процесором Adreno 508. Він доступний з 4 ГБ оперативної пам’яті та 64 ГБ пам’яті eMMC. Розширення карти MicroSD підтримується до 512 ГБ за допомогою однієї або гібридної двох SIM-карт. Дисплей також ідентичний 10-ці, 6-дюймова (152 мм) 21:9 1080p (1080 × 2520) IPS LCD панель, що забезпечує щільність пікселів 457 ppi. Акумулятор Xperia 8 на 4% менше, ніж у 10, з ємністю 2760 мА·г. Підключення до живлення та даних здійснюється через порт USB-C. На задній панелі є подвійна камера з основним об’єктивом на 12 Мп і додатковим об’єктивом на 8 Мп. Фронтальна камера має сенсор на 8 Мп.

### Програмне забезпечення
Xperia 8 був випущений з Android 9.0 «Pie», але був оновлений до Android 10.

## Xperia 8 Lite
26 серпня 2020 року Sony Mobile Communications анонсував Xperia 8 Lite, який був випущений 1 вересня 2020 року. Він має майже ті ж характеристики, що і Xperia 8, але різниця в тому, що він не підтримує DSEE HX. Випущено такими мобільними операторами як UQ mobile, nuro mobile, mineo та IIJmio, мобільна версія UQ має номер моделі SOV44.